# 檀州 (隋朝)
檀州，中国隋朝时设置的州。
北魏时，置安乐郡。隋朝开皇废，属幽州，开皇十六年（596年）析幽州地置，治所在燕乐县（今北京市密云区东北不老屯镇燕落村）。唐朝时，下辖燕乐县、密云县，武周长寿二年（693年），移治密云县（即今北京市密云区）。辖境相当今北京市密云区一带。天宝元年（742年），改密云郡。乾元元年（758年），复为檀州。五代后晋时，地割入契丹（辽朝）。辽朝加武威军军号。下辖两县：密云县、行唐县。1123年，金朝以契丹山前六州归北宋，此为其中之一。旋又入金。明朝洪武元年（1368年），改置为密云县。

## 唐朝檀州刺史
- 仇孝松（贞观年间）
- 匹娄武彻（贞观年间）
- 韦弘机（显庆年间）
- 马遇（唐高宗时）
- 李琮（唐高宗末年）
- 阎虔福（696年）
- 李重英（武周时）
- 韦隐（武周时）
- 马遇（唐中宗时）
- 魏远望（开元年间）
- 张之辅（开元年间）
- 管元惠（726年—727年）
- 密云郡太守
- 孙瑊（唐肃宗时）
- 李承悦（大历年间）
- 张秀（贞元年间）
- 高霞寓（宝历、大和年间）
- 周元长（835年—837年）
- 张允千（857年）
- 论博言（860年—864年）
- 乐邦穗（871年—872年）
- 李安仁（咸通年间）
- 耿宗倚（乾符年间—881年）
- 王敬柔（唐末）